# Matthew F. Jones
Pour les articles homonymes, voir Jones.
Matthew F. Jones, né le 28 août 1967 à Boston, est un écrivain et un scénariste américain, auteur de roman policier.

## Biographie
Bien que né à Boston, il grandit dans la banlieue rurale de New York.
Il est l'auteur de quelques romans noirs qui rappellent les récits de James M. Cain. 
Il rédige lui-même les scénarios tirés de deux de ses romans : en 2005, Deepwater, d'après son roman éponyme paru en 1999, est un film réalisé par David S. Marfield, avec Lucas Black et Peter Coyote ; en 2013, A Single Shot, d'après son roman Une semaine d'enfer (A Single Shot), paru en 1996, est un film réalisé par David M. Rosenthal, avec Sam Rockwell, William H. Macy, Jeffrey Wright et Kelly Reilly.
Il a également écrit le scénario original de La Mort en sursis (Tomorrow You're Gone), film réalisé par David Jacobson en 2012, avec Michelle Monaghan, Willem Dafoe et Stephen Dorff.

## Œuvre

### Romans
- The Cooter Farm (1992)
- The Elements of Hitting (1994)
- A Single Shot (1996) Publié en français sous le titre Une semaine en enfer, Paris, Éditions Denoël, coll. « Sueurs froides », 2012  (ISBN 978-2-207-11424-7) ; réédition, Paris, Gallimard, coll. « Folio policier » no 740, 2014  (ISBN 978-2-07-045437-2)
- Blind Pursuit (1997)
- Deepwater (1999)
- Boot Tracks (2006)

## Filmographie

### Adaptations
- 2005 : Deepwater, film américain réalisé par David S. Marfield, adaptation de son roman éponyme
- 2013 : A Single Shot, film britannico-américano-canadien réalisé par David M. Rosenthal, adaptation de son roman éponyme

### Scénario
- 2012 : La Mort en sursis (Tomorrow You're Gone), film américain réalisé par David Jacobson